# John Mieremet
Johannes (John/Johnny) Mieremet (Amsterdam, 10 mei 1960 – Pattaya, 2 november 2005) was een Nederlands crimineel. Hij begon zijn activiteiten in de jaren 80, toen hij zich met een aantal jeugdvrienden op overvallen en hasjhandel toelegde. Later wist hij steeds verder op te klimmen in de hiërarchie van de Amsterdamse misdaadwereld. Mieremet werd op 45-jarige leeftijd in Thailand geliquideerd.

## Levensloop
Mieremet groeide op in de Torresstraat in de Amsterdamse Mercatorbuurt waar hij zich op de lagere school reeds bezighield met illegale handel in vuurwerk. Met jeugdvrienden Sam Klepper, George van Kleef en Kees Houtman vormde hij in de jaren tachtig de zogeheten Houtman-bende, die zich bezighield met overvallen en hasjhandel en die contact zou hebben gehad met Charles Zwolsman. In mei 1985 roofde de bende drie miljoen gulden door het hoofdpostkantoor van Groningen binnen te rijden met een shovel. Later wilde men De Nederlandsche Bank op het Frederiksplein in Amsterdam overvallen met een hoogwerker. Dit werd echter door de politie verijdeld. De groep kreeg van de Centrale Recherche Informatiedienst (CRI) de bijnaam De Denkers, omdat overvallen nauwgezet werden uitgestippeld, soms met een maandenlange voorbereiding.
Eind jaren 80 traden Mieremet en Klepper in dienst van de Nederlandse drugsbaron Klaas Bruinsma, waar de twee de leiding zouden hebben gekregen over de divisie speelautomaten. Na de dood van Bruinsma maakte het duo naam als Spic & Span, een verwijzing naar de brute en grondige wijze waarop met tegenstanders werd afgerekend. Volgens justitie waren het bikkelharde killers en absolute topfiguren in het criminele milieu. Ze woonden enige tijd naast elkaar in het Belgische Neerpelt en zouden in 1993 betrokken zijn geweest bij de dood van drugshandelaar Michael Vane. De nalatenschap van Vane leidde tot een conflict met Heineken-ontvoerder Willem Holleeder die zich in 1996 bij hen zou hebben aangesloten.
Klepper werd op 10 oktober 2000 geliquideerd. In 2001 zat Mieremet enige tijd vast in verband met een aanslag op collega-crimineel Cor van Hout. Het zou gaan om een vergelding voor de moord op Klepper. In 2006 verklaarden echter de criminele broers Van Lent voor de rechtbank dat Mieremet zelf zijn maat Klepper had omgelegd, en dat de aanslag op Van Hout dit moest maskeren.
Op 26 februari 2002 werd hij na een gesprek met zijn juridisch adviseur Evert Hingst op de Keizersgracht zelf neergeschoten door twee personen op een motorfiets. Mieremet werd in zijn bovenbeen en buik geraakt. Achteraf beweerde Mieremet dat hij door Hingst in de val was gelokt. Het motief was volgens hem een zakelijk geschil met Holleeder en vastgoedhandelaar Willem Endstra. Holleeder zou een deel van het geld hebben achtergehouden dat Mieremet aan de Joegoslavische crimineel Jotsa Jocic moest betalen wegens een mislukte aanslag op Cor van Hout. Met Endstra had hij een geschil over California Properties, een vastgoedbedrijf dat deels eigendom was van familieleden van Endstra, en deels van Mieremets vriendin Ria Eelzak.
In augustus 2002 zou Mieremet hebben willen getuigen voor justitie. Hij zou verklaringen hebben willen afleggen over notoire criminelen en over witwastrajecten, en zou geen strafvermindering hebben bedongen.

## Dood
Eind 2004 vertrok Mieremet samen met Ferry de Kok naar Thailand, om in de buurt van badplaats Pattaya een grondontwikkelingsproject te starten. Na de liquidatie van zijn voormalige advocaat Hingst op 31 oktober 2005 gaf hij een telefonisch interview aan misdaadjournalist John van den Heuvel. "Ze ruimen elkaar lekker op, geweldig!", meldde Mieremet vanuit Thailand. Een paar dagen later was hij zelf aan de beurt. Een gehelmde man schoot hem in zijn kantoortje twee keer in het hoofd en één keer in de buik. Dezelfde dag kwam in Amsterdam Osdorp ook een einde aan het leven van vastgoedhandelaar Kees Houtman, een oude bekende van Mieremet. Een week later werd bij een jachthaven in Amsterdam-Zuid George van Kleef doodgeschoten.
In 2019 werd Willem Holleeder veroordeeld tot levenslange gevangenisstraf voor het geven van zes moordopdrachten, waaronder die op Mieremet. Het gerechtshof hield deze veroordeling in hoger beroep in stand.
Hoewel Mieremet begin 2000 samen met Klepper twee graven naast elkaar zou hebben gereserveerd op de Begraafplaats Sint Barbara in Amsterdam, werd hij op 15 november 2005 te Neerpelt begraven.

## Trivia
- Zijn bril leverde hem de bijnaam schele Johnny op.[6]